# HMS Challenger (1826)
HMS Challenger was een fregat met 28 kanonnen in dienst van de Royal Navy.

## Indienststelling
De HMS Challenger werd in Portsmouth gebouwd. Het fregat met 28 kanonnen werd er op 14 november 1826 te water gelaten. In oktober 1827 voer het schip onder bevel van kapitein FitzClarence, buitenechtelijk kind van Willem IV, met een verzending van Portsmouth naar Lissabon.

## West-Australië
Op 20 maart 1829 verliet de HMS Challenger Kaap de Goede Hoop onder bevel van kapitein Charles Fremantle. Fremantle voer naar Australië om het westelijke deel ervan formeel voor de Britse kroon in bezit te nemen.
De HMS Challenger arriveerde op 27 april 1829 nabij Garden Island. Op 2 mei ging Fremantle met 25 matrozen en mariniers nabij de monding van de rivier de Swan aan land. Hij hees er de Union Jack, gaf eer aan de koning en begon met de bouw van een militaire post.
In de nacht van 30 mei op 1 juni arriveerde de Parmelia met kapitein James Stirling. Twee weken later werd de kolonie aan de rivier de Swan officieel gesticht.

## Einde
Op 15 mei 1835 verging de HMS Challenger voor de kust van Chili. Op adelborst Gordon en een matroos na werd de bemanning - na 27 dagen door vijandige indianen te zijn aangevallen - door de fregat Blonde gered.